# 懸田城
懸田城（かけだじょう）は、陸奥国伊達郡懸田（福島県伊達市霊山町掛田）の茶臼山の山頂付近にあった中世期の日本の城。掛田城・茶臼城（ちゃうすじょう）とも表記する。
鎌倉時代末期から南北朝時代初期にかけて高松定隆の支配下にあった。定隆は正中2年（1325年）に杉目郷（現在の福島市）に高松城を築いて拠点としていたが、建武2年（1335年）に北畠顕家の命を受けて懸田に新城を築いて拠点を移した。その子孫は懸田氏を称し、伊達氏に従って南朝方の将として活躍した。懸田氏は大江氏の末裔とされるが、定隆の曾孫である懸田詮宗の代に伊達氏から養子を迎えた。戦国時代に発生した伊達氏の天文の乱において、懸田俊宗は伊達稙宗の娘婿であった関係から稙宗を救出して懸田城に迎え入れて伊達晴宗と対抗した。天文12年3月25日（1543年4月28日）には、父・稙宗救出のために懸田に入った亘理綱宗が兄・晴宗に討たれている。乱は晴宗の勝利に終わり、晴宗は懸田氏に対して懸田城の破却などの過酷な講和条件を課した。このため、天文21年（1552年）に懸田俊宗は息子の義宗とともに反乱を起こし、伊達晴宗に攻め滅ぼされた。後に永禄9年（1566年）に中目長政が懸田城に入り、関ヶ原の戦いの際にも上杉景勝に対抗するために伊達政宗の軍が懸田城に進出している。その後間もなく廃城となった。